# Tutyi
A tutyi gyapjúból két tűvel kötött és ványolt, kérgetlen papucsféle. Főleg Somogy, Baranya és Tolna megyékben hordták. A Bakony és a Balaton-felvidék falvaiban minden otthon viselt, posztóból vagy vászonból – általában házilag készült – talpalatlan zárt lábbelit tutyinak neveztek.

## A tutyikészítés folyamata Várpalotán[3]
A tutyi felső része szabásminta szerint készült. A szabódeszkát egy asztalra helyezték. Rá a posztót, majd a szabásmintákat krétával körülrajzolták és szabókéssel körülvágták. Különböző méretű minták voltak, aszerint, hogy hányas lábra készítették.
Ezután a flanell talpbélést rajzolta körül a tutyis. A flanell vágásába általában a családtagokat is bevonta a cipészmester, és amíg a segítők vágták a flanellt, addig a mester a bőr mintáját rajzolta körül. Mindegyik bőrdarabnak külön neve volt: kaplibőr, oldalbőr, kéreg- vagy sarokbőr. Ezt a mester vágta ki a szabódeszkán.
A mester a kiszabott posztóra varrta fel bőrdarabokat az előre bejelölt helyekre, majd ezután következett a sarokrész összevarrása – természetesen varrógépen. 
A sarokrész összevarrása úgy történt, hogy a szálak ne befelé azaz visszájára legyenek hajtva, mert különben törné a lábat ill. a sarkat, hanem színére, kifelé. A posztó összevarrása után varrták a másik oldalhoz a kéregbőrt kívülről.
A munka ezután pangli mellé ülve folytatódott. A belső talpat papundekliből, a talpat a vékonyabb talpbőrből szabták ki, majd egy, esetleg két flekket a sarokhoz.
Ezután következett a talpalás. A papundekli talpat ráhelyezték a forgatós kaptafára, és falefogóval ráillesztették a tutyi-felsőrészt. Lábszíjjal leszorították és 1–2 cm-re a szélétől apró texszeggel ráverték, hogy erősen tartson. Ennek tetejére került a talpbőr, melyet szintén texszegekkel erősítettek rá, és ezt már a peremhez közel és az előző két szeg közé.
A kaptafára pléhdarabot kellett rátenni, mert a lágyvasból készült texszegek így eltompultak és nem sértették a lábat. Ezután következett az egy vagy két flekk ráverése a sarokra.
Ekkor levették a kaptafáról és a tutyi felső szélét erős köpper-szalaggal beszegték. Ezt kézzel kellett rávarrni, és rendszerint a segítő családtagok végezték.
Végül a talp szélének igazítását, csinosítását végezték el. Legvégül következett a flanell talpbélés beragasztása, és ezzel elkészül a tutyi.

## Apincehelyihétköznapi lábbeli
Pincehelyen hétköznapi viselet volt a tutyi. Ezt gyapjúból kötötték, kényelmes viselet volt, mert igazodott a láb alakjához s meleg volt még télen is. A 20. században aztán talpára vásznat erősítettek, melyet aztán bekentek szurokkal, így az esősebb időben is lehetett használni. Templomban nem használták, de boltba, piacra, dolgozni igen. Később aztán szép mintákat kötöttek bele, ezeket nevezték rózsás tutyinak. A tutyi színe fekete volt és a lábfejeken a gyönyörű rózsa díszlett. Ma már csak elvétve lehet látni, csak emléknek őrizték meg egyesek. Tutyit nemcsak az asszonyok, lányok viseltek, hanem – főleg a XX. században – a fiúk és férfiak is. Kisebb fiúknak még ugyanolyan rózsás tutyit is kötöttek, mint a lányoknak.

## Várpalotaitutyi-készítők
A Balaton-felvidék és a Bakony településein elterjedt házi viselet volt a tutyi. A várpalotai cipészek egy része – látván a keresletet az olcsó lábbeli iránt – elkezdett foglalkozni a tutyikészítéssel a XIX. század végén, XX. század elején. A lakosság név szerint tudta, hogy kitől lehet beszerezni a tutyit:
- Czák Ignác (Temető utcából nyíló Huszár-köz, ma könyvesbolt van a helyén),
- Forst Károly és Viktor (Temető utca, ma óvoda van a helyén),
- Freund János (Tési utca, ma Rákóczi utca),
- Hradszky László (Magyari utca),
- Kiss András (Gold köz, ma Táncsics utca),
- Náder Gyula és húga, Erzsébet (Tégla utca, ma Mátyás király utca)
- Scharf Lajos (Gold köz, ma Táncsics utca),
- Selmeczky Gábor (Molnár-udvar, ma a Rendelőintézet van a helyén),
- Somogyi András (Tési utca, ma Rákóczi utca),
- Szabadi Béla (Magyari utca).

Mivel az alapanyag beszerzése egyre nehezebb lett, majd az iparosokat elvitték katonának, ezért a tutyikészítés a 30-as évek végén, 40-es évek elején teljesen megszűnt.

## Atamásitutyi-műhely
A tutyi készítése Tamásiban, az utolsó textilipari manufaktúrák egyikében 1991-ig folyt, gépei ma már a budapesti Textilmúzeum kiállításán láthatóak. A műhelyben bemutatott ún. Jenny fonógép valószínűleg még a XIX‑XX. század fordulóján készült.